# Carduelis yemenensis
Carduelis yemenensis là một loài chim thuộc họ Fringillidae. Chúng được tìm thấy ở Ả Rập Xê Út và Yemen.
Môi trường sống tự nhiên của chúng là các vùng cây bụi nhiệt đới hoặc cận nhiệt đới.